# Pseudothiscia concavifrons
Pseudothiscia concavifrons är en insektsart som beskrevs av Schmidt 1912. Pseudothiscia concavifrons ingår i släktet Pseudothiscia och familjen Acanaloniidae. Inga underarter finns listade i Catalogue of Life.